# A rotta di collo
A rotta di collo è un film del 1928 diretto da Ted Wilde con Harold Lloyd, nominato alla 1ª edizione degli Oscar nella categoria Miglior Regia.

## Trama
Il vecchio Pop Dillon (Bert Woodruff) è il proprietario e conducente dell'ultimo tram a cavalli di New York e da tempo rifiuta di vendere i diritti sui binari da lui detenuti. Pop ha una nipote, Jane (Ann Christy), bella e simpatica, che è fidanzata con Harold "Speedy" Swift (Harold Lloyd). Speedy va pazzo per il baseball ma, 
proprio a causa della sua passione per questo sport, perde un lavoro dopo l'altro. Mentre Speedy si trova a casa di Pop, arriva WS Wilton (Byron Douglas), vicepresidente della NY Inter-City Railroad Company, deciso ad acquistare i diritti sui binari da Pop il quale intende chiedergli 10.000 dollari ma Speedy leggendo un articolo di giornale comprende che le intenzioni di Wilton sono quelle di avere il monopolio dei trasporti in città, e così, di nascosto, modifica il prezzo scritto da Pop da $ 10.000 a $ 70.000 con il risultato che Wilton rifiuta indignato e se ne va minacciando Pop di costringerlo a vendere. Dopo aver trascorso una bella giornata con Jane al luna park di Coney Island, tra tante attrazioni, altrettanti imprevisti ed essere anche diventato amico di un affettuoso randagio che lo seguirà, il giovane, all'interno di un camion, propone alla ragazza di sposarlo. Jane rifiuta perché ritiene che si debba risolvere dapprima la questione del tram del nonno. Il giovane, comunque, non la prende male e, con entusiasmo, inizia a lavorare come tassista a bordo di una vecchia auto ma con poca fortuna e molte disavventure. Tra un guaio e l'altro, accade, però, che il famoso giocatore di baseball Babe Ruth (che interpreta se stesso) salga proprio sul taxi di Speedy, con grande gioia di questi, per raggiungere lo Yankee Stadium. Sebbene terrorizzato dalla guida di Speedy in mezzo al traffico caotico, Ruth lo fa entrare gratis per vedere la partita ma il proprietario della compagnia di taxi è anch'egli allo stadio e, vedendo Speedy godersi l'incontro di baseball invece che lavorare, lo licenzia. Poco dopo, in una cabina telefonica dello stadio, però, il giovane sente Wilton progettare un piano ai danni di Pop. Apprende, infatti, che costui può continuare a detenere i diritti sui binari purché il suo tram compia almeno una corsa ogni 24 ore. Secondo il piano, il giorno successivo degli scagnozzi dovrebbero simulare una rissa sul tram, Pop  essere rapito e il tram nascosto cosicché, trascorse le 24 ore, i diritti sui binari sarebbero passati a Wilton. Speedy, allora, convince Pop a lasciargli guidare il tram per qualche giorno ed informa i vecchi negozianti del quartiere ed i vicini, alcuni dei quali sono veterani della Guerra Civile, del piano messo a punto ai danni di Pop. Gli anziani accettano di aiutarlo per non perdere la possibilità di usare il tram come abituale luogo di ritrovo notturno. Così, il giorno successivo, dopo un'animata zuffa con gli arzilli reduci di guerra e il cane di Speedy, i malintenzionati vengono messi in fuga. Il trionfo, però, dura poco in quanto Wilton, nottetempo, fa rubare e nascondere il tram dall'altra parte della città. Speedy, ancora con l'aiuto del cane, riesce a scoprire dove è nascosto il tram e a rimetterlo sui binari ma il tempo stringe e manca poco allo scadere del termine delle 24 ore. Con una corsa folle, "a rotta di collo", Speedy guida il tram attraverso la città. Aggangiandosi ad un taxi, rubando dei cavalli freschi, sfuggendo alla polizia, sostituendo una ruota con il coperchio di un tombino e superando anche un ultimo tentativo per fermarlo da parte degli uomini di Wilson, riesce, infine, a completare la corsa poco prima dello scadere delle 24 ore. Wilton, a questo punto, si arrende e offre a Pop la somma di $ 70.000 ma Speedy gli risponde che Pop è un po' sordo e non è in grado di sentire alcuna offerta inferiore a $ 100.000. Wilton accetta e Speedy, allora, propone a Jane una gita alle Cascate del Niagara, famosa meta dei viaggi di nozze, proprio sul tram a cavalli.